# Bon Appétit
Bon Appétit – drugi singel amerykańskiej piosenkarki Katy Perry, promujący jej piąty album studyjny, zatytułowany Witness. Powstały przy gościnnym udziale amerykańskiego zespołu muzycznego Migos. Singel został wydany 28 kwietnia 2017 roku. Twórcami tekstu utworu są Katy Perry, Quavious Marshall, Kirshnik Ball, Ciari Cephus, Max Martin, Shellback, Oscar Holter oraz Ferras Alqaisi, natomiast jego produkcją zajęli się Martin, Shellback i Holter.
„Bon Appétit” jest utrzymany w stylu muzyki dance-pop i trap-pop. Aby promować piosenkę Katy Perry wykonała ją m.in. w programie Saturday Night Live.

## Lista utworów
- Digital download[2]

1. „Bon Appétit” (featuring Migos) – 3:47

- Digital download (MUNA Remix)[3]

1. „Bon Appétit” (MUNA Remix) – 3:21

- Digital download (Martin Jensen Remix)[4]

1. „Bon Appétit” (Martin Jensen Remix) – 2:56

- Digital download (3LAU Remix)[5]

1. „Bon Appétit” (3LAU Remix) – 3:04

## Personel
Opracowano na podstawie materiału źródłowego.

- Katy Perry – wokal prowadzący, autor tekstu
- Migos – wokal, autorzy tekstu
- Shellback – autor tekstu, programowanie, wokal wspierający, instrumenty klawiszowe, produkcja
- Oscar Holter – autor tekstu, programowanie, instrumenty klawiszowe
- Ferras – autor tekstu
- Daryl McPherson – inżynier dźwięku
- Jeremy Lertola – asystent inżyniera dźwięku
- Cory Bice – asystent inżyniera dźwięku
- Serban Ghenea – miksowanie
- Peter Karlsson – redaktor
- Sam Holland – inżynier
- John Hanes – inżynier miksowania

## Notowania i certyfikaty
| Lista (2017)                          | Najwyższa pozycja |
| ------------------------------------- | ----------------- |
| Australia (Top 50 Singles)            | 35                |
| Austria (Ö3 Austria Top 40)           | 64                |
| Belgia (Ultratop 50 Singles, Walonia) | 20                |
| Czechy (Singles Digitál – Top 100)    | 38                |
| Francja (Top Singles & Titres)        | 9                 |
| Hiszpania (PROMUSICAE)                | 10                |
| Holandia (Dutch Top 40)               | 24                |
| Holandia (Single Top 100)             | 41                |
| Irlandia (Singles Chart)              | 42                |
| Kanada (Billboard Canadian Hot 100)   | 14                |
| Niemcy (Media Control Charts)         | 47                |
| Nowa Zelandia (RMNZ Heatseekers)      | 2                 |
| Polska (AirPlay – Top)                | 33                |
| Portugalia (AFP)                      | 57                |
| Słowacja (Singles Digitál – Top 100)  | 30                |
| Stany Zjednoczone (Hot 100)           | 59                |
| Szwajcaria (Singles Top 100)          | 36                |
| Szwecja (Sverigetopplistan)           | 54                |
| Wielka Brytania (UK Singles Chart)    | 37                |
| Włochy (FIMI)                         | 48                |

| Lista (2017)               | Najwyższa pozycja |
| -------------------------- | ----------------- |
| Belgia (Ultratop, Walonia) | 83                |

| Kraj                         | Certyfikat       | Sprzedaż   |
| ---------------------------- | ---------------- | ---------- |
| Australia (ARIA)             | platynowa płyta  | 70 000+    |
| Brazylia (Pro-Música Brasil) | diamentowa płyta | 250 000+   |
| Francja (SNEP)               | złota płyta      | 66 666+    |
| Kanada (MC)                  | złota płyta      | 40 000+    |
| Meksyk (AMPROFON)            | platynowa płyta  | 60 000+    |
| Niemcy (BVMI)                | złota płyta      | 200 000+   |
| Norwegia (IFPI Norge)        | złota płyta      | 30 000+    |
| Nowa Zelandia (RMNZ)         | złota płyta      | 15 000+    |
| Polska (ZPAV)                | złota płyta      | 25 000+    |
| Stany Zjednoczone (RIAA)     | platynowa płyta  | 1 000 000+ |
| Wielka Brytania (BPI)        | złota płyta      | 400 000+   |
| Włochy (FIMI)                | platynowa płyta  | 50 000+    |

## Historia wydania
| Region | Data             | Format                 | Wersja              | Wytwórnia | Źródło |
| ------ | ---------------- | ---------------------- | ------------------- | --------- | ------ |
| Świat  | 28 kwietnia 2017 | Digital download       | Single              | Capitol   | [ 2 ]  |
| Włochy | 12 maja 2017     | Contemporary hit radio | Single              | Universal | [ 51 ] |
| Świat  | 19 maja 2017     | Digital download       | MUNA Remix          | Capitol   | [ 3 ]  |
| Świat  | 19 maja 2017     | Digital download       | Martin Jensen Remix | Capitol   | [ 4 ]  |
| Świat  | 19 maja 2017     | Digital download       | 3LAU Remix          | Capitol   | [ 5 ]  |